# 萨克斯港
萨克斯港（英語：Sachs Harbour）是加拿大西北地区的一个小村庄，是班克斯岛唯一的永久定居点。根据2016年人口普查，當地人口为103人。